# Kyūshū K9W
Il Kyūshū K9W Momiji (?), precedentemente Watanabe K9W, indicato anche come Aereo da addestramento basico per la Marina 11-Shi (四式基本練習機?) in base ad altra convenzione di identificazione e Cypress nel sistema di identificazione alleato per il teatro operativo del Pacifico sud-orientale, fu un aereo da addestramento basico biposto, monomotore e biplano, sviluppato dall'azienda aeronautica giapponese Watanabe Tekkōsho KK e prodotto, oltre che dalla stessa, dalla Kyūshū Hikōki che le successe nei primi anni quaranta.
Derivato direttamente dal tedesco Bücker Bü 131 Jungmann, del quale manteneva sostanzialmente l'aspetto discostandosene per alcune dimensioni delle sue parti e per la motorizzazione di produzione nazionale, venne adottato dalle scuole di volo del Servizio aeronautico della Marina imperiale giapponese (Dai-Nippon Teikoku Kaigun Kōkū Hombu) andando a sostituire il precedente Yokosuka K2Y e rimanendo in servizio fino al termine della seconda guerra mondiale.

## Storia del progetto
Nel 1938 la Bücker Flugzeugbau GmbH, al fine di avviare accordi commerciali con le forze armate dell'alleato giapponese, decise di organizzare una dimostrazione dei due propri modelli da addestramento, utilizzando un Bü 131B Jungmann biposto destinato alla formazione dei piloti di primo livello e un Bü 133C monoposto con capacità acrobatiche per il livello avanzato. Le capacità espresse dai due modelli durante le prove di volo risultarono spettacolari, convincendo le autorità della Marina imperiale a richiedere un Bü 131 motorizzato Hirth HM 504 da avviare a intense prove di valutazione presso l'11º Rengo Kokutai. Le prove che ne seguirono non fecero che confermare la bontà del progetto, con i piloti favorevolmente impressionati dalla facilità di controllo del mezzo sia a terra che in volo, e con il personale tecnico di terra dichiaratosi entusiasta per la facilità di manutenzione dovuta alla semplice costruzione del modello.
Di conseguenza la Marina imperiale decise di emettere nei confronti della Bücker un ordine per altri 20 esemplari da destinare a ulteriori prove in condizioni operative presso le proprie scuole di volo, identificandoli con la designazione "lunga" Aereo da addestramento basico sperimentale per la Marina Tipo Bu (KXBu1). Le qualità del mezzo aereo furono nuovamente ribadite, con l'unica lamentela espresso dagli istruttori nella troppa facilità di controllo da parte degli allievi.
La decisione di approvvigionare le scuole di volo con tale modello si scontrava comunque con la difficoltà di ricevere i velivoli dalla Germania, così che nel 1939 la Marina emise la specifica 14-Shi richiedendo alla Watanabe di sviluppare un modello che pur ispirato al Bü 131 non ne fosse la copia conforme. L'ufficio tecnico dell'azienda decise quindi di intraprendere lo sviluppo di due diversi progetti, entrambi equipaggiati con il motore sperimentale Hitachi 13-Shi da 110 hp ma con diverse soluzioni nella velatura, una biplana e una monoplana. Nel frattempo anche la Hitachi sviluppò una propria proposta e una volta terminati, nel 1941, i tre prototipi vennero messi a confronto in prove comparative con un Bü 131 risultandone complessivamente inferiori.
Visti i risultati, su iniziativa di Yoshiro Uhara, si decise di chiedere una licenza di produzione del modello alla Bücker, ottenuta la quale, nell'agosto 1942, fu possibile l'avvio della produzione in serie negli stabilimenti della Watanabe Tekkōsho, in seguito ridesignata Kyūshū Hikōki. Entrato in servizio con la designazione "lunga" Aereo da addestramento basico per la Marina Tipo 2 Modello 11, in seguito venne identificato anche come K9W1 Momiji (acero), mentre nel sistema di identificazione alleato escogitato per comunicare l'avvistamento di velivoli giapponesi nel teatro operativo del Pacifico sud-orientale era citato come Cypress (cipresso).

## Utilizzatori
Giappone
- Dai-Nippon Teikoku Kaigun Kōkū Hombu